# Astylosternus perreti
Espèce
Statut de conservation UICN

 EN B1ab(iii) : En danger
Astylosternus perreti est une espèce d'amphibiens de la famille des Arthroleptidae.

## Répartition
Cette espèce est endémique de l'Ouest du Cameroun. Elle se rencontre sur les monts Manengouba, Bana et Nlonako de 1 200 à 1 400 m d'altitude.

## Étymologie
Cette espèce est nommée en l'honneur de Jean-Luc Perret.

## Publication originale
- Amiet, 1978 : Les Astylosternus du Cameroun (Amphibia, Anura, Astylosterninae). Annales de la Faculté des Sciences du Cameroun, vol. 23/24, p. 99-227.